# World Trade Centre (metropolitana di Dubai)
World Trade Centre (in arabo المركز التجاري العالمي) è una stazione della linea rossa della metropolitana di Dubai. Sorge nel Dubai Financial Centre, presso il Dubai World Trade Centre.

## Storia
La stazione è stata inaugurata il 15 maggio 2010.